# ممفیس (اسطوره‌شناسی)
در اساطیر یونانی، ممفیس، نامیست زنانه که وجه تسمیهٔ شهر منف در مصر است.
این نام به چندین شخصیت مختلف نسبت داده شده که از آن جمله می‌توان به موارد زیر اشاره کرد:
- ممفیس، دختر نیلوس و در نتیجه یک نیمف نیاد است. او همسر اپافوس و مادر لیبیا و همچنین آنیپ (یا لیسیانسا) بود. ممفیس و همسرش، بنیانگذاران افسانه‌ای شهر ممفیس محسوب می‌شدند؛ شهری که نام آن برگرفته از او بود.
- ممفیس یکی از همسران بی‌شمار دانائوس و از این طریق مادر دنیدها، اِستِنل و کلیت بود.
- ممفیس، دختر شاه مصری، اوکُرئوس، است. بنا به روایتی، اوکُرئوس بنیانگذار شهر ممفیس بود و آن را به افتخار دخترش نامگذاری کرد. او، همسر نیلوس و از این طریق مادر ایژیپتوس بود (به نظر می‌رسد، می‌بایست بین این شخص و ایژیپتوس، برادر دانائوس، تمایز قائل شد؛ نام کشور مصر (Egypt) برگرفته از نام این ایژیپتوس است).